# Claire Louise Coombs

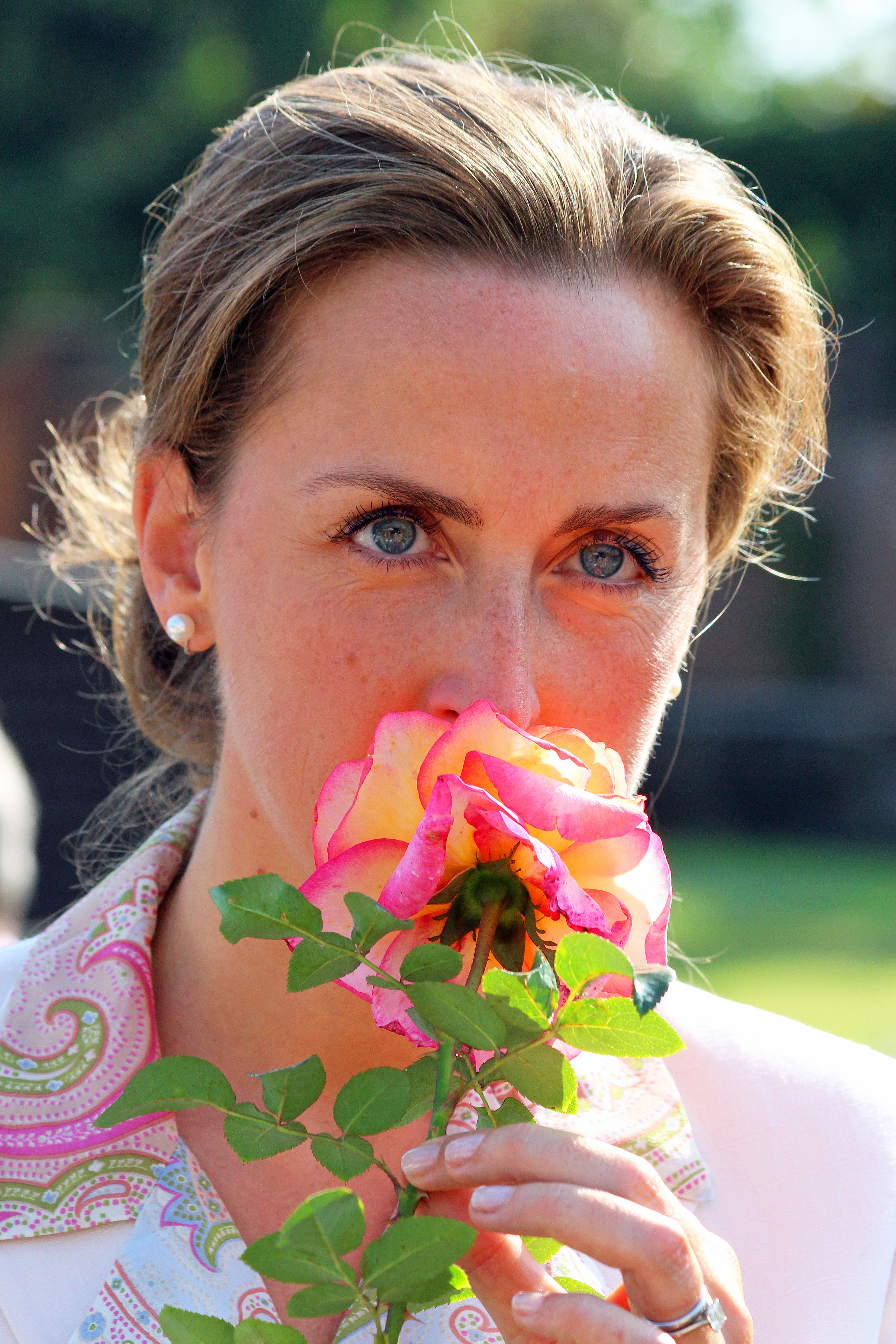
Claire Louise Coombs, 2013

Prinzessin Claire von Belgien, geb. Claire Louise Coombs (* 18. Januar 1974 in Bath, England) ist Prinzessin von Belgien und die Ehefrau von Prinz Laurent von Belgien. 

## Leben
Claire Louise Coombs wurde 1974 in England geboren. Ihre Familie zog nach Wavre, als sie vier Jahre alt war. Ihr Vater Nicholas John Coombs (* 1938 in Wimbledon) leitet das Familienunternehmen. Ihre Mutter Nicole Eva Gabrielle Thérèse Mertens (* 1951 in Ixelles) war Sekretärin und war später ebenfalls im Familienunternehmen beschäftigt.  Die Eltern leben in Chaumont-Gistoux. Prinzessin Claire hat eine ältere Schwester Joanna (* 1972) und einen jüngeren Bruder Matthew (* 1976). Die Großeltern väterlicherseits leben in England, die Familie mütterlicherseits stammt aus Belgien.
Claire ging am Institut de la Providence in Wavre zur Schule. Als Kind interessierte sie sich für Zeichnen, Malen und Musik. Sie war Mitglied  einer Pfadfindergruppe, sang in einem Chor und hatte Reitunterricht. 
Nach dem Abitur absolvierte sie eine Ausbildung zur Landvermesserin. Seit 1999 trägt sie den Titel „Landvermesserin-Immobiliensachverständige“. Später wurde sie Partner im Vermessungssachverständigenbüro Brone & Oldenhove.
Claire Coombs hat sowohl die belgische als auch die britische Staatsbürgerschaft.
Sie spricht neben ihrer Muttersprache Französisch auch Englisch und Niederländisch. Es wurde kritisiert, dass ihr Niederländisch nicht fehlerfrei sei, obwohl Belgien dreisprachig ist.
Die Prinzessin nimmt repräsentative Aufgaben wahr. Sie ist stets bei Veranstaltungen der königlichen Familie zugegen und nimmt an Staatsbesuchen teil. 2007 eröffnete sie den Kongress der International Society for Twin Studies.

## Familie
Am 12. April 2003 heiratete sie in Brüssel Prinz Laurent Benoît Baudouin Marie von Belgien. Durch königlichen Erlass vom 1. April 2003 wurde Claire Coombs am Tag ihrer Eheschließung der Titel „Prinzessin von Belgien“ verliehen.
Das Paar hat drei Kinder:
- Prinzessin Louise Sophie Mary (* 6. Februar 2004 in Brüssel)
- Prinz Nicolas Casimir Marie (* 13. Dezember 2005 in Brüssel)
- Prinz Aymeric Auguste Marie (* 13. Dezember 2005 in Brüssel)